# Várzea (kommun i Brasilien, Rio Grande do Norte)
Várzea är en kommun i Brasilien.   Den ligger i delstaten Rio Grande do Norte, i den östra delen av landet, 1 700 km nordost om huvudstaden Brasília. Antalet invånare är 5 227.
Omgivningarna runt Várzea är huvudsakligen savann. Runt Várzea är det ganska tätbefolkat, med 75 invånare per kvadratkilometer.